# Joachim Erdmann Schmidt
Joachim Erdmann Schmidt auch: Schmid (* 12. Juli 1710 in Arneburg; † 15. September 1776 in Jena) war ein deutscher Rechtswissenschaftler und Historiker. 

## Leben
Joachim Erdmann Schmidt wurde als Sohn des wohlhabenden Kaufmanns Stephan Schmidt und dessen Frau, einer geborenen Steniger, geboren. Anfänglich wurde er durch Privatlehrer ausgebildet und er besuchte das Gymnasium in Schöningen. Am 3. Oktober 1729 bezog er die Universität Jena, wo er zunächst philosophische Studien bei Burkhard Gotthelf Struve, Johann Reinhard Rus, Georg Erhard Hamberger und Heinrich Köhler absolvierte. Nach juristischen Studien an der Universität Halle bei Johann Gottlieb Heineccius setzte er seine rechtswissenschaftlichen Studien in Jena bei Johann Gottfried Schaumburg und Johann Wilhelm Dietmar fort. Im Anschluss an sein Studium wurde er Hauslehrer junger Adliger. Als solcher reiste er 1739 in die Niederlande, wo er an der Universität Leiden bei Johann Jacob Vitriarius seine rechtswissenschaftlichen Studien erweiterte. Nach einem Aufenthalt in England, wo er seine Sprachkenntnisse erweiterte, kehrte er nach Jena zurück. 
Hier verteidigte er unter Johann Friedrich Hertel am 19. August 1742 seine Inauguralabhandlung De fabris fortunae und wurde am 25. August desselben Jahres zum Doktor der Rechte promoviert. Anschließend hielt er Vorlesungen zur Geschichte und rechtswissenschaftlichen Themen. Nachdem er am 4. Juni 1744 den akademischen Grad eines Magisters der Philosophie erworben hatte, wurde er 1755 zum ordentlichen Professor der Rechte berufen. Im Juli 1761 wurde er Professor und damit verbunden Beisitzer am Jenaer Hofgericht, am Schöppenstuhl sowie in der Juristenfakultät. Am 12. Juli 1763 ernannte man ihn zum Hofrat von Sachsen-Weimar-Eisenach, 1764 wurde er Professor des Staats- und Lehnrechts und der Geschichte. Später ernannte man ihn zum geheimen Justizrat und im Sommersemester 1771 war er Rektor der Jenaer Salana. Nach seinem Tod wurden seine Bibliothek und seine Münzsammlung versteigert, wofür separate Kataloge erschienen.

## Werke (Auswahl)
- Exercitatio inaug. ad Leges Voconiam et Falcidiam. Jena 1742 (Präsens. Johann Friedrich Hertel, Online)
- Exercitatio politico-historica de civitatis origine, civitatumque systematis exemplo reipublicae Batavorum illultratis. Jena 1745 (Resp. Crato Wilhelm von Schell, Online)
- Diss. hist. jur. de Langobardis, eorumque in Italia regno a Guidone Spoletano non sola electione quaesito. Jena 1749 (Resp. Stephan Irnerius von Dewitz, Online)
- Grundriss zu einer umständlichen Reichs-Historie. Jena 1759 (Online)
- Essai sur l'Histoire du Ban, ou, du vingtième article de la Capitulation. S. 1. et a. 4. Jena 1760 (Online)
- Verteidigung des Essai sur l'Hist. du Ban. Jena 1762 (Online)
- Diss. de diversitate et numero specierum, in §.52. Art. 5. I. Р. O. a iure maiorum exceptarum. Pro Loco.Jena 1762 (Online)
- Diss. de fidei commissis, quae alienari possunt, et non possunt. Jena 1762
- Diss. inaug. jur. de servitutibus iuris publici falso nomine sic appellatis. Jena 1764 (Resp. Georg Wilhelm Hansen (Güstrow), Online)
- Diss. de Ducibus von der Maas, quorum fit mentio in Matriculis Imperii, frustra propter Mosam quaesitis, felicius in Polonia invenieudis. Jena 1764 (Resp. Johann Wilhelm Wychgel, Online)
- Progr. de repressaliis in caussis laesionum pacis Guestphalicae non plane illicitis. Jena 1765 (Dekanatsprogramm zur Promotion von Gotthold Camerarii (* 27. Juni 1738 in Ringleben bei Artern), Online)
- Progr. de Paragio a Freragio et Apanagio distincto. Jena 1765 (Dekanatsprogramm zur Promotion von Heinrich Gottfried Scheidemantel (* 15. September 1739 in Gotha), Online)
- Progr. de dote German. s. dotalitio. Jena 1766
- Diss. an et quatenus litterarum obligatio in Germania Jocum habeat? Jena 1766
- Progr. de metropoli ecclesiastica, a qua ad metropolin politicam et inde ad urbis libertatem concludi potest. Jena 1769 (Dekanatsprogramm zur Promotion von Johann Jacob Sievert (* 1. Februar 1745 in Hamburg), Online)
- Dissertatio Inavgvralis De Statvvm Imperii Romano Germanici Ivre Reformandi. Jena 1771 (Resp. Johann Christian Maier, Online)
- Progr. de Episcopis villains a Caroli M. prohibitis. Jena 1772 (Dekanatsprogramm zur Promotion von Nikolai Gerhard Feyga (* 11. Oktober 1743 in Hamburg), Online)
- Progr. de dubio Augustanae Confessioni addictorum nomine, ad §. I. Art. VIII. I. Р. O. Jena 1772 (Dekanatsprogramm zur Promotion von Johann Gottfried Graape (* 26. Februar 1747 in Hamburg), Online)
- Diss. inaug. de confirmatione divisionum illustrium partim necessaria, partim proficua. Jena 1772 (Resp. Johann Bernhard Christoph Eichmann (1748–1817), Online)
- Diss. inaug. jur. de successione in feudum filiis per subsequens matrimonium legitimatis baud deneganda. Jena 1775 (Resp. Johann Ludwig Justus Greineisen (1751–1831), Online)

Gab heraus
- Johann Rudolph Engau Elementa Ivris Canonico-Pontificio-Ecclesiastici. Jena 1765 (Online)